# 8304 Ryomichico
8304 Ryomichico (1995 DJ1) là một tiểu hành tinh vành đai chính được phát hiện ngày 22 tháng 2 năm 1995 bởi T. Kobayashi ở Oizumi.